# Chinchón
Chinchón es un municipio y localidad española del sureste de la Comunidad de Madrid. El término municipal cuenta con una población de 5818 habitantes (INE 2024). El casco histórico de la localidad, con una notable plaza mayor, tiene el estatus bien de interés cultural en la categoría de conjunto histórico.

## Situación
Forma parte de la comarca de Las Vegas y, en un contexto histórico-geográfico más amplio, de La Alcarria (específicamente denominada Alcarria de Chinchón y diferenciada de la Alcarria de Alcalá, ambas en la Comunidad de Madrid). El término municipal tiene una superficie de 115,9 km².
Chinchón se encuentra en plena cuenca del Tajo-Jarama y parte de su territorio pertenece al Parque Regional del Sureste. Su naturaleza está muy condicionada por la acción del hombre, que a lo largo de los siglos ha modificado el paisaje en su provecho. Los paisajes de Chinchón pueden diferenciarse en cuatro unidades básicas, en las que abunda la fauna y la flora: sotos y riberas en los fondos de valle; escarpes en yesos; secanos y barbechos; y zonas palustres.
El emplazamiento de Chinchón entre los altos del páramo y las fértiles vegas del Tajuña tiene justificación, pues se levanta en un otero, fácil de defender de las amplias extensiones por donde discurren las vías de comunicación tradicional. Tiene aguas en abundancia, surgidas de los manantiales del borde del páramo, y su ubicación, justo en el borde del escalón del páramo, garantiza la umbría en verano y el sotavento invernal.

## Historia
La especial condición geográfica de la vega del Tajuña debió propiciar los asentamientos humanos desde tiempos muy antiguos. Los primeros vestigios prehistóricos se remontan al Neolítico. De esta época son las múltiples cuevas de la zona. La más conocida es la cueva de la Mora. En el denominado Cerro del Salitral se han descubierto restos de una ciudad íbera con su correspondiente necrópolis.
En la dominación romana Chinchón se convirtió en un pueblo agrícola, aceptando su civilización, leyes y costumbres (hay datos del antiguo hallazgo de una lápida sepulcral romana que en el siglo XVIII servía de dintel a una puerta de una casa de la plaza Mayor).

Posteriormente llegó la dominación árabe, a la cual estuvo sujeto durante tres siglos y medio. Durante dicha hegemonía árabe Chinchón perteneció al Reino o Taifa de Toledo. Con la conquista en 1060 por Fernando I El Magno y la reconquista posterior de Alfonso VI en 1083, el pueblo quedaría fuera del dominio musulmán y vinculado a la Comunidad de ciudad y tierra de Segovia, integrado en el Sexmo de Valdemoro.

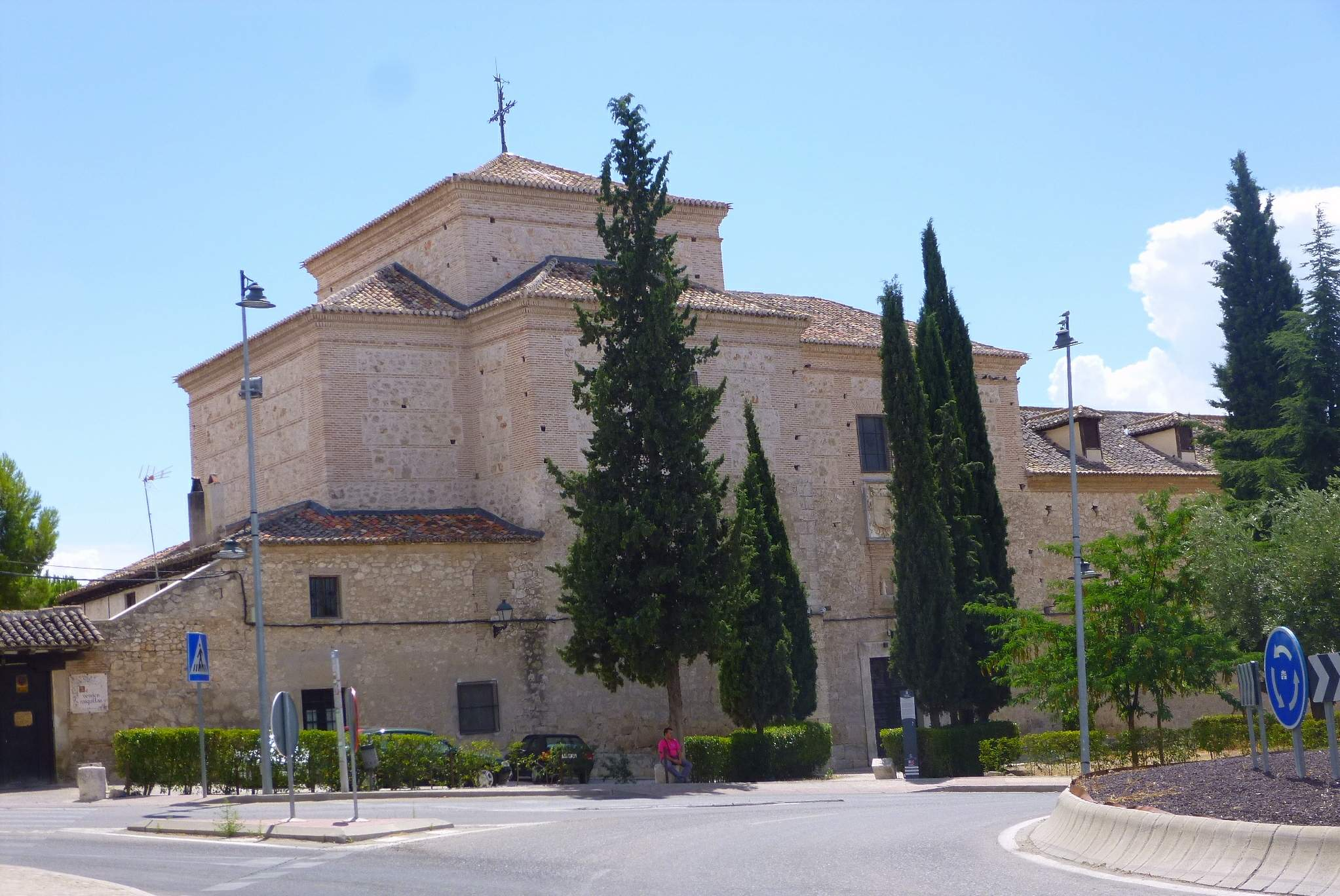
Convento de las Clarisas

Hasta 1480, momento en que se convierte en señorío concedido a los marqueses de Moya, Andrés Cabrera y Beatriz de Bobadilla, este territorio rendía cuentas a los concejos y arzobispados de Segovia y Toledo. Este reconocimiento fue otorgado por el apoyo militar a la causa Isabel I en su lucha por el trono de Castilla. Se le concedieron 1200 vasallos y un extenso territorio al sur de Segovia que tenía como epicentro la localidad de Chinchón. Fue entonces cuando se construyó el castillo de Chinchón, de estilo renacentista en su trazado original.
En 1498 los vecinos  de Chinchón se «mudaron» para hacer sus reuniones a una casa localizada en la plaza Mayor que pertenecía a un particular. Estas reuniones en asamblea tenían el nombre de concejo abierto. Se puede observar que la plaza Mayor es irregular, como era costumbre en la época, cuando alrededor de las casas se guardaba el ganado para que los ganaderos que vivían en la plaza pudieran verlo desde el balcón sin salir de su casa.

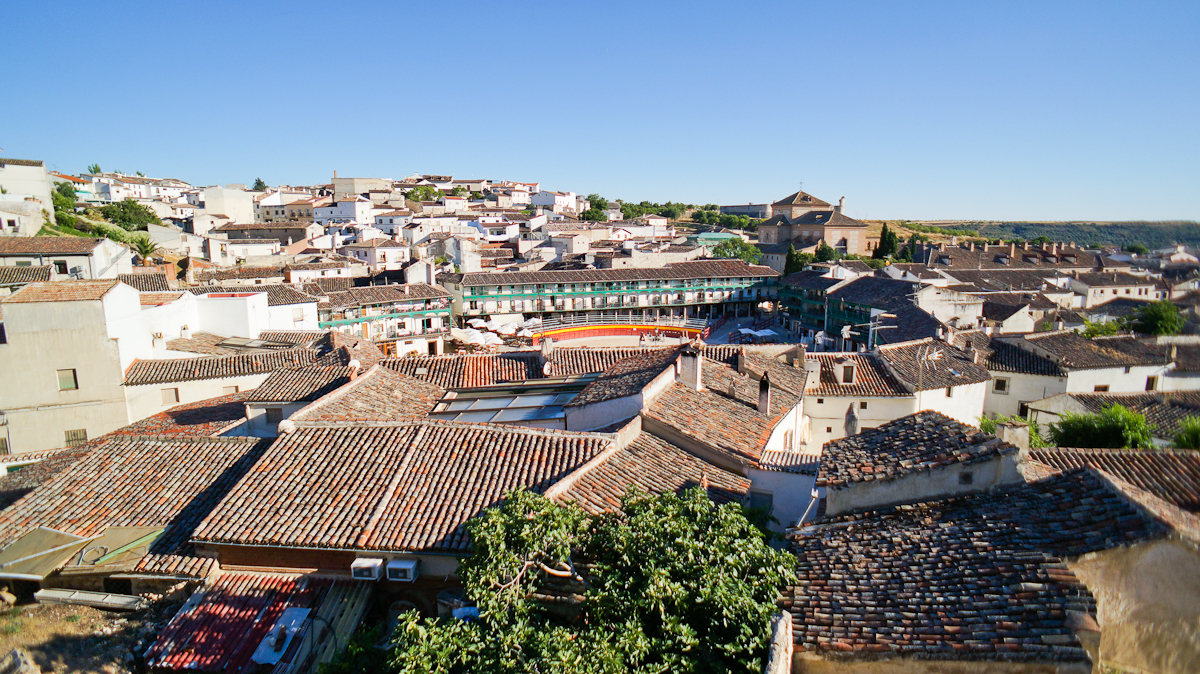
Vista general de Chinchón

En 1520, los comuneros atacaron el castillo del vasallo de Carlos V y lo destruyeron. La reconstrucción la dirigió don Diego Fernández de Cabrera, tercer conde de Chinchón. En 1706, como consecuencia del apoyo del pueblo a la causa de Felipe V, las tropas del archiduque Carlos causaron graves destrozos en el castillo. Mientras tanto, el pueblo había ido creciendo en importancia, como testimonian los edificios barrocos de este período, y la plaza Mayor se consolidaba como centro del poder público.
En 1638, las propiedades de la corteza de la quina fueron descubiertas por la condesa de Chinchón (esposa del virrey Luis Jerónimo Fernández de Cabrera) en el Perú, cuando observó que los nativos la empleaban para tratar las fiebres, pero las referencias a las propiedades curativas de la quinina y su exportación habían comenzado tiempo atrás con los misioneros jesuitas. El nombre científico cinchona se refiere directamente a la condesa (Linneo transcribió el sonido español 'chi' a la manera italiana: 'ci', lo cual era frecuente en la época).
En 1738, el condado pasó, por compra, a manos del infante Felipe de Borbón y Farnesio, y un año más tarde se le otorgó a la Villa el título de Muy Noble y Muy Leal en reconocimiento a su fidelidad en la guerra de Sucesión dado que se le acogió en una de las casas solariegas, conocida como La Casa de la Cadena y se le aclamó como rey.
La constante adhesión a la Monarquía por parte de la Villa y su desarrollo agrícola se verían recompensados en el siglo XX por el rey Alfonso XIII, que en 1916 concede a Chinchón el título de ciudad, y diez años más tarde el tratamiento de Excelencia a su ayuntamiento.
El 23 de julio de 1902 se produjo la llegada del ferrocarril a la población, con la construcción de un ramal del ferrocarril del Tajuña que llegaba hasta el cercano municipio de Colmenar de Oreja. Este trazado, de vía estrecha, contaba con una estación propia en Chinchón y ofrecía servicios mixtos de pasajeros y mercancías. El ferrocarril se mantuvo en servicio hasta la década de 1950.
El 14 de junio de 1974 Chinchón fue declarado Conjunto Histórico-Artístico. Es la primera localidad de la Comunidad de Madrid en formar parte de la asociación Los Pueblos Más Bonitos de España, en la que ingresó en 2017. En 2021 se incorporó también a esa lista Nuevo Baztán.

## Chinchón en el cine
En la década de 1950, Chinchón empezó a atraer a cineastas y desde entonces se ha desarrollado una intensa actividad cinematográfica, con muy notables largometrajes filmados en su municipio, además de innumerables series y anuncios; a fecha de 2024, la base de datos IMDb enumera 39 largometrajes con localización principal en Chinchón.

### Primeros tiempos: Michael Anderson, Nicholas Ray, Henry Hathaway
Una primera producción importante fue la película franco-española de 1953 La belle de Cadix, donde la ciudad castellana se retrataba como un pueblo andaluz.
Dos años más tarde, en La vuelta al mundo en ochenta días de Michael Anderson, la plaza principal fue el escenario de una escena cómica de corrida de toros en la etapa española del viaje, con Cantinflas en el papel de un estrafalario matador y buena parte de la población real de Chinchón como público.
En 1961, se reclutaron 7.000 extras en Chinchón -y en los pueblos vecinos- para la escena del Sermón de la Montaña en la producción de Samuel Bronston de Rey de reyes, dirigida por Nicholas Ray, rodada en las colinas rocosas que rodean la ciudad castellana.
En Circus World (El fabuloso mundo del Circo, 1963) de Henry Hathaway, las escenas del salvaje oeste se filmaron en Chinchón, mientras que las escenas de Europa se rodaron en la cercana ciudad de Aranjuez, así como en Madrid y Barcelona.

### Orson Welles
Orson Welles llegó por primera vez a Chinchón en 1965 para filmar varias escenas de Campanadas a medianoche. Alquiló una casa y vivió en la pequeña ciudad durante largas temporadas. Al año siguiente comenzó a rodar La historia inmortal en Chinchón, que combinó con Pedraza para retratar la antigua Macao, una localización asiática con un gran parecido a las ciudades del sur de Europa, dado su origen portugués.

### Cine español
Los cineastas españoles también han elegido esta localidad para una larga lista de títulos, entre los que se encuentran Deprisa, deprisa, de Carlos Saura, Matador, de Pedro Almodóvar, o Mientras dure la guerra, de Alejandro Amenábar.

### Wes Anderson
En mayo de 2021 se anunció que Wes Anderson había comenzado a construir un enorme diorama ambientado en Chinchón, y que un gran equipo pasaría varios meses en la localidad española para producir su próxima película, Asteroid City.

## Demografía
Cuenta con una población de 5818 habitantes (INE 2024).
| Gráfica de evolución demográfica de Chinchón entre 1842 y 2021                                                        |
| |
| Población de derecho según los censos de población del INE. Población de hecho según los censos de población del INE. |

## Transportes
Se encuentra a 45 km de la capital del país. Desde Madrid se puede llegar a Chinchón por la A-3 tomando el desvío de la M-307, poco antes de llegar a Arganda. Desde allí se toman las carreteras M-311 y luego la M-313 hasta Chinchón. También se puede acceder por la A-4, tomando el desvío de la M-404, poco después de Valdemoro, que lleva por Ciempozuelos y Titulcia hasta Chinchón.
Asimismo, a Chinchón llegan cuatro líneas de autobús, de las cuales, dos comunican con Madrid, una en Villaverde Bajo y una en Conde de Casal. Estas líneas son:
| Línea | Recorrido                                                                   |
| ----- | --------------------------------------------------------------------------- |
| 337   | Madrid (Conde de Casal) - Chinchón - Valdelaguna                            |
| 415   | Madrid (Villaverde Bajo-Cruce) - Villaconejos                               |
| 416   | Valdemoro (Hospital) - San Martín de la Vega - Titulcia - Colmenar de Oreja |
| 430   | Aranjuez – Villarejo de Salvanés                                            |

## Política
Alcaldes

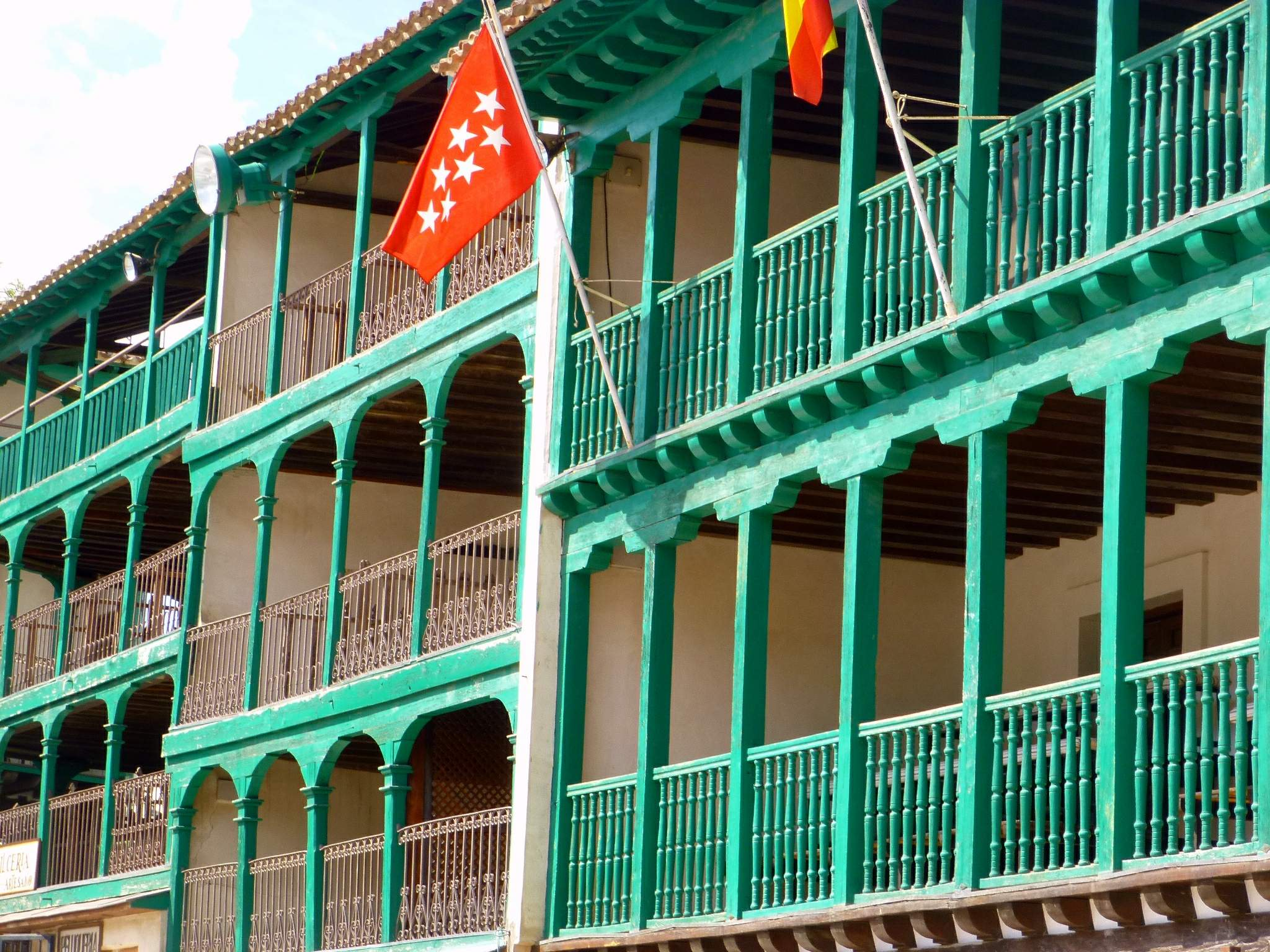
Ayuntamiento de Chinchón, en la plaza Mayor, 3

- Jesús del Nero Rodríguez, ADEI (1979-1987), AP y PP  (1987-1991)
- Jesús Hernández López, PP (1991-1997)
- Ana María Magallares Buitrago, PP (1997-2002)
- Francisco Grau Romano, PP (2002-2003)
- María Encarnación Moya Nieto, PSOE (2003-2006)
- Luisa María Fernández Fernández, PP (2006-2015).
- Francisco Javier Martínez Mayor, Independiente Agrupación Transparencia y Servicio Chinchón (ATySch) (2015-2023).
- Juan Antonio Vega Expósito, Avanza Chinchón, 2023-presente.

## Educación
En Chinchón hay un colegio público de educación infantil y primaria, «C.P. Hermanos Ortiz de Zárate», y un instituto de educación secundaria «I.E.S. Carpe Diem».
Además, desde 2014 existe la Casa de Niños de Chinchón, que atiende al primer ciclo de educación infantil (0-3 años), la cual es gestionada por el Ayuntamiento y la Comunidad de Madrid.

## Patrimonio

### Plaza Mayor
La plaza Mayor de Chinchón es un ejemplo de arquitectura popular. Las primeras casas con soportales y balcones se construyeron en el siglo XV, y quedó totalmente cerrada en el siglo XVII.

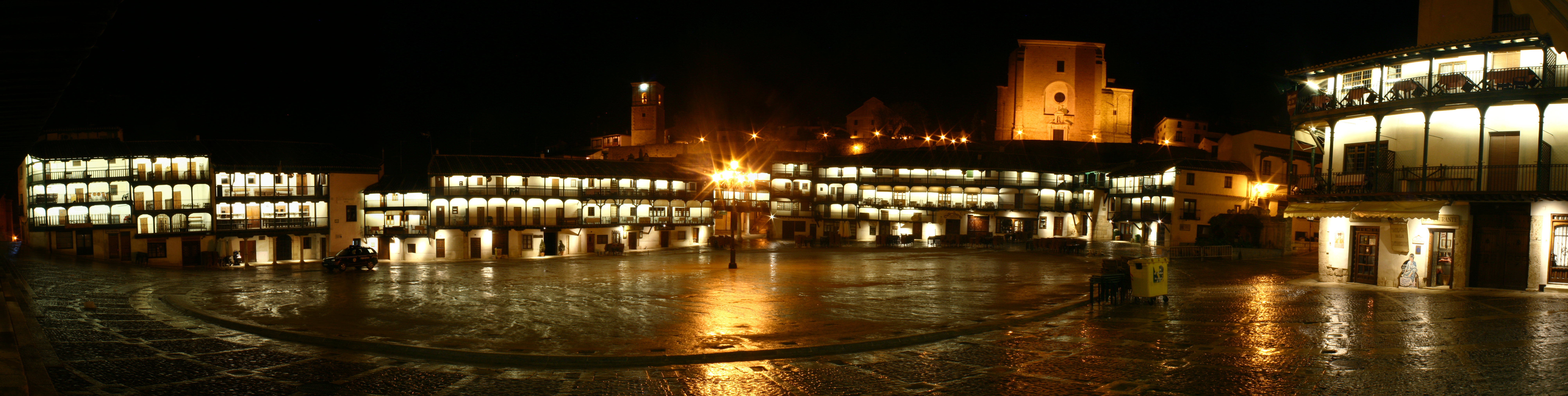
Panorámica nocturna de la plaza Mayor de Chinchón

Tiene una forma irregular y una estructura sencilla, clara, ordenada y jerarquizada. Los edificios son de tres plantas, con galerías adinteladas y 234 balcones de madera denominados claros, sustentados por pies derechos con zapatas.
Desde su construcción, la plaza ha albergado numerosas actividades: fiestas reales, proclamaciones, corral de comedias, juegos de cañas, corridas de toros, ejecuciones, autos sacramentales, actos religiosos, políticos y militares, además de servir como plató de cine (por ejemplo, en la escena taurina de la película La vuelta al mundo en 80 días, espectáculo circense en El fabuloso mundo del circo). Aquí rodó Orson Welles parte de la trama de Una historia inmortal (1968), sirviéndose de la arquitectura popular castellana para evocar los ambientes orientales de Macao, la colonia portuguesa en China.

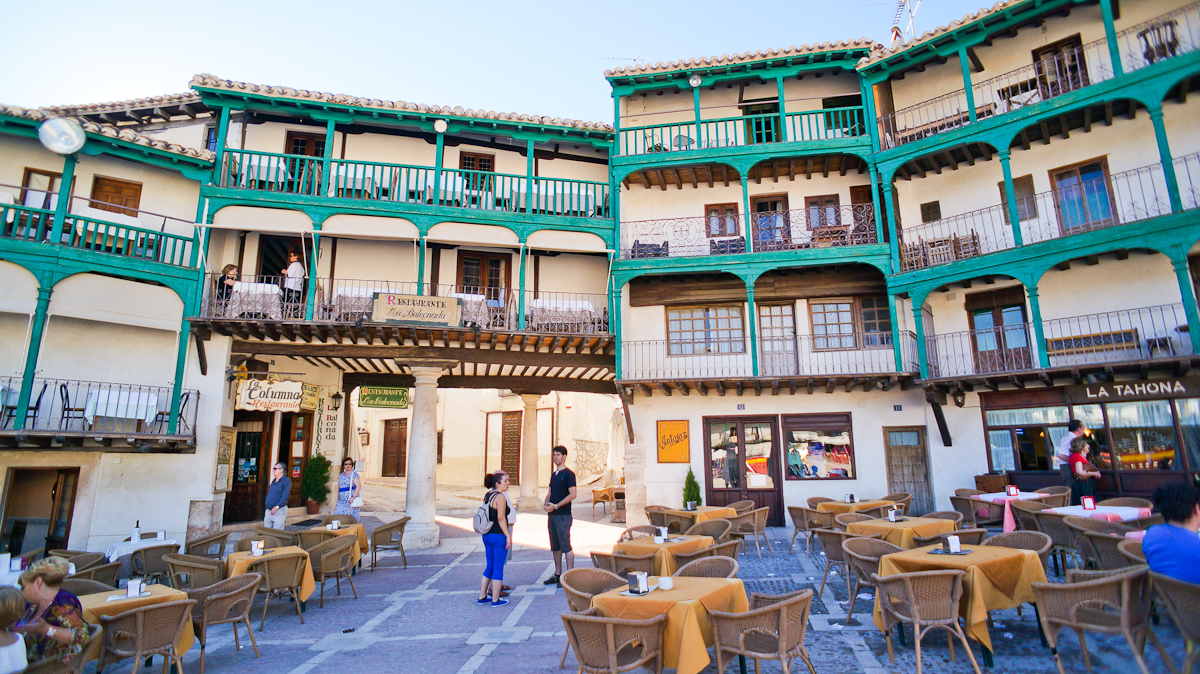
Rincón de la plaza mayor

En 1992 se convocó un referéndum sobre la cuestión de recuperar el color azul que lucía la plaza en el siglo XVII, propuesta por el arquitecto Salvador Pérez Arroyo. Los chinchoneses se acercaron al Ayuntamiento para votar en un referéndum informal en el que el color verde triunfó, ya que era el color que desde siempre los habitantes habían conocido. 

### Iglesia de Nuestra Señora de la Asunción

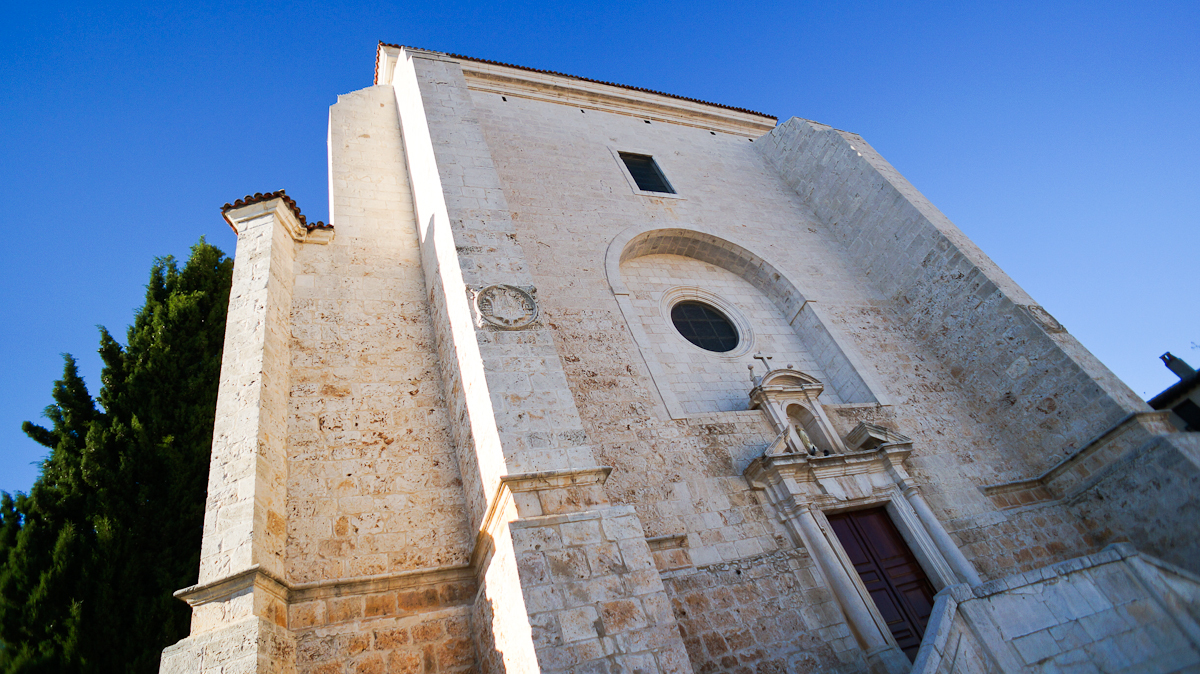
Iglesia de Nuestra Señora de la Asunción

Se inició su construcción en 1534 como capilla adosada al palacio condal con un proyecto de arquitectura gótica, de manos de Alonso de Covarrubias, y se terminó en 1626, tras haber estado paradas las obras cuarenta y ocho años, con la colaboración del patrimonio del Condado de Chinchón. Esto se debe a que los condes de Chinchón sólo financiarían la iglesia con tres condiciones, a saber: tener una vista privilegiada en la misa, exhibir los escudos condales en la fachada principal y que se enterrase a todos los condes en la iglesia (debajo del altar es donde están enterrados debido a que este es el lugar más privilegiado de la iglesia); y hasta pasados cuarenta y ocho años no se pusieron de acuerdo. Diego Fernández de Cabrera, tercer conde de Chinchón y mayordomo de Felipe II y de su Consejo de Estado, contrató para su finalización a los mejores maestros que habían trabajado en El Escorial. En 1808 las tropas francesas incendian la iglesia, que fue restaurada veinte años después. Debido al levantamiento del 2 de mayo se mató en la Plaza Mayor a dos franceses (junto a la columna llamada de «los franceses») y una unidad cercana del ejército francés acampada en Aranjuez se vengó matando a 86 personas de Chinchón y quemando los edificios con mayor valor histórico y espiritual.
La iglesia actual combina los estilos gótico, plateresco, renacentista y barroco. Cabe destacar, en el centro del retablo principal, el magnífico cuadro de la Asunción de la Virgen pintado hacia 1812 por la mano de Francisco de Goya, por encargo de su hermano Camilo, capellán de los condes.

### Torre del reloj

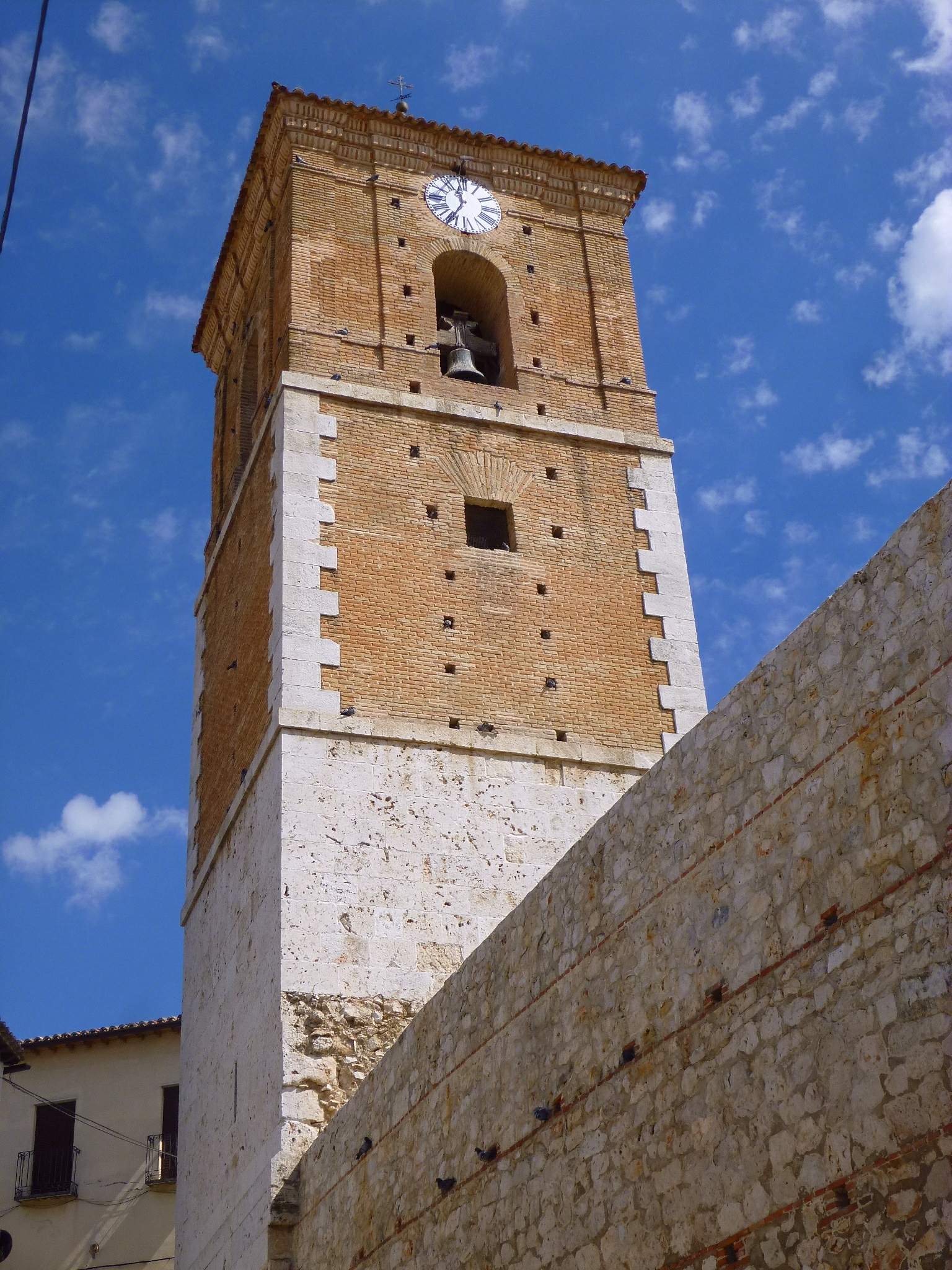
Torre del reloj

Esta torre fue parte de la antigua iglesia parroquial de Nuestra Señora de Gracia, construida antes del siglo XV. La torre fue restaurada mucho tiempo después de que los franceses destruyeran todo el conjunto (en 1808), pero no así la iglesia, que ha quedado totalmente enterrada a los pies de la torre. La torre se sigue usando para avisar del culto a los fieles. También tiene un uso civil porque en 1755 se le colocó un reloj que da las campanadas en las correspondientes horas. Por eso existe el dicho de que «Chinchón tiene una torre sin iglesia y una iglesia sin torre» ya que la contigua y actual iglesia de la Asunción carece de ella. Muy cerca de ambas, se encuentra el Teatro Lope de Vega.

### Castillo de los Condes

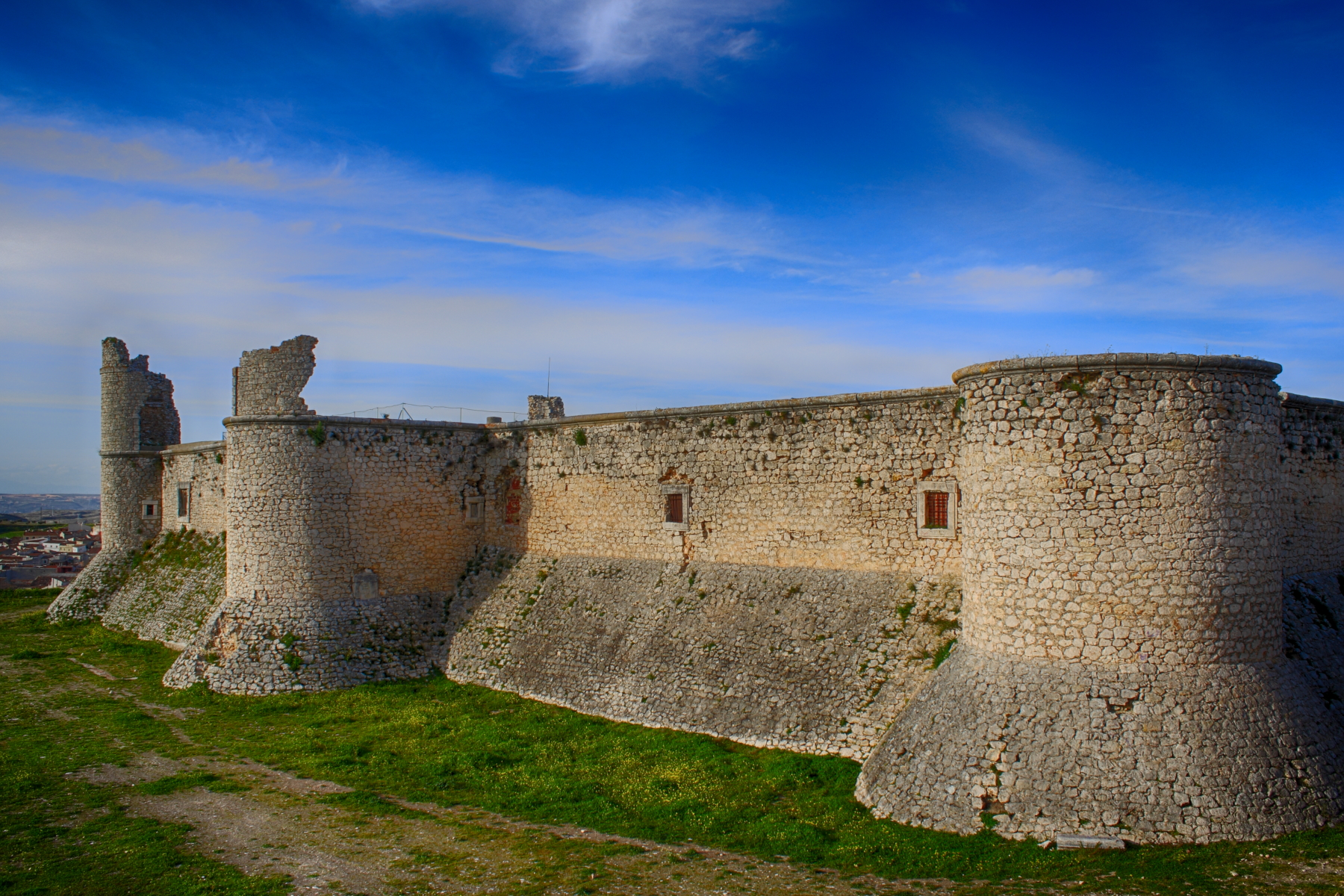
Castillo de los Condes de Chinchón

Fue construido a finales del siglo XV, aunque fue derruido en un ataque comunero en 1520. El tercer conde de Chinchón, Diego Fernández de Cabrera, decide reedificarlo  en la segunda mitad del siglo XVI. Su aspecto responde a las características propias de la arquitectura renacentista. Robusto y muy horizontal, buscaba evitar el fuego de artillería enemigo. Los muros en talud obedecen a la intención de dificultar el acceso de zapadores. El castillo fue abandonado en el siglo XVIII tras ser residencia de los condes de Chinchón. La Guerra de Sucesión supuso el comienzo de su deterioro final ya que las tropas imperiales del marqués de la Mina lo asediaron y provocaron un incendio. Posteriormente, en la Guerra de Independencia de 1808 las tropas al mando del general Víctor también realizaron expolios e incendiaron el castillo. Su último uso en el siglo XX fue como fábrica de licores.

### Convento de San Agustín

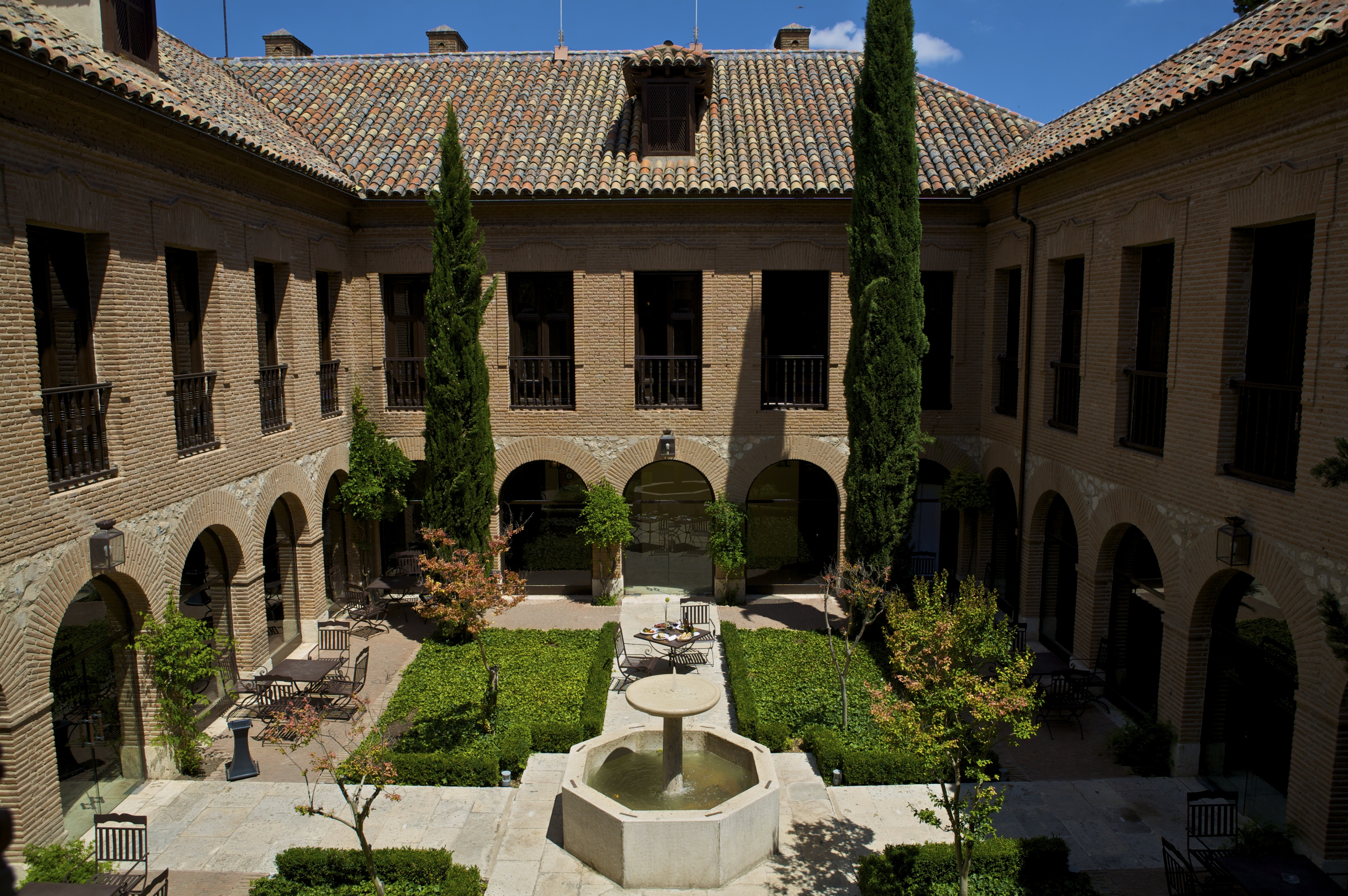
Antiguo convento de San Agustín

Actualmente alberga el Parador Nacional de Turismo de Chinchón, tras haber sido reconstruido y restaurado por el arquitecto Juan de Palazuelo en 1982 y después de haber sido donado por el ayuntamiento de Chinchón al Estado. El primer convento de agustinos lo fundan a finales del siglo XV Andrés de Cabrera y Beatriz de Bobadilla. El actual se construyó hacia 1626. Durante la guerra de Sucesión estuvo hospedado el archiduque Carlos de Austria. Durante los siglos XVIII y XIX fue centro de formación humanística donde se impartía teología, gramática y latín. Tras la desamortización de Mendizábal, en 1842, se convirtió en juzgado y cárcel del partido judicial. En el siglo XX se establecieron los juzgados de Instrucción y Comarcal. Sus dependencias fueron ampliadas según proyecto de Juan Palazuelo de la Peña entre 1972 y 1982, e integran hoy el Parador de Turismo y, en el caso de la iglesia, la ermita de Nuestra Señora del Rosario.

### Convento de las Clarisas
Fue fundado en 1653 por el V conde de Chinchón, don Francisco Fausto Fernández de Cabrera. Se aprecia la arquitectura característica del Barroco español. Está conformado por la iglesia de estilo herreriano y el convento. El edificio es de gran austeridad, al utilizar materiales como el ladrillo y la mampostería cajeada. El Panteón de los V Condes de Chinchón está realizado en mármol y se encuentra en el coro de la iglesia del Convento. Fue restaurado en 1995.

### Castillo de Casasola

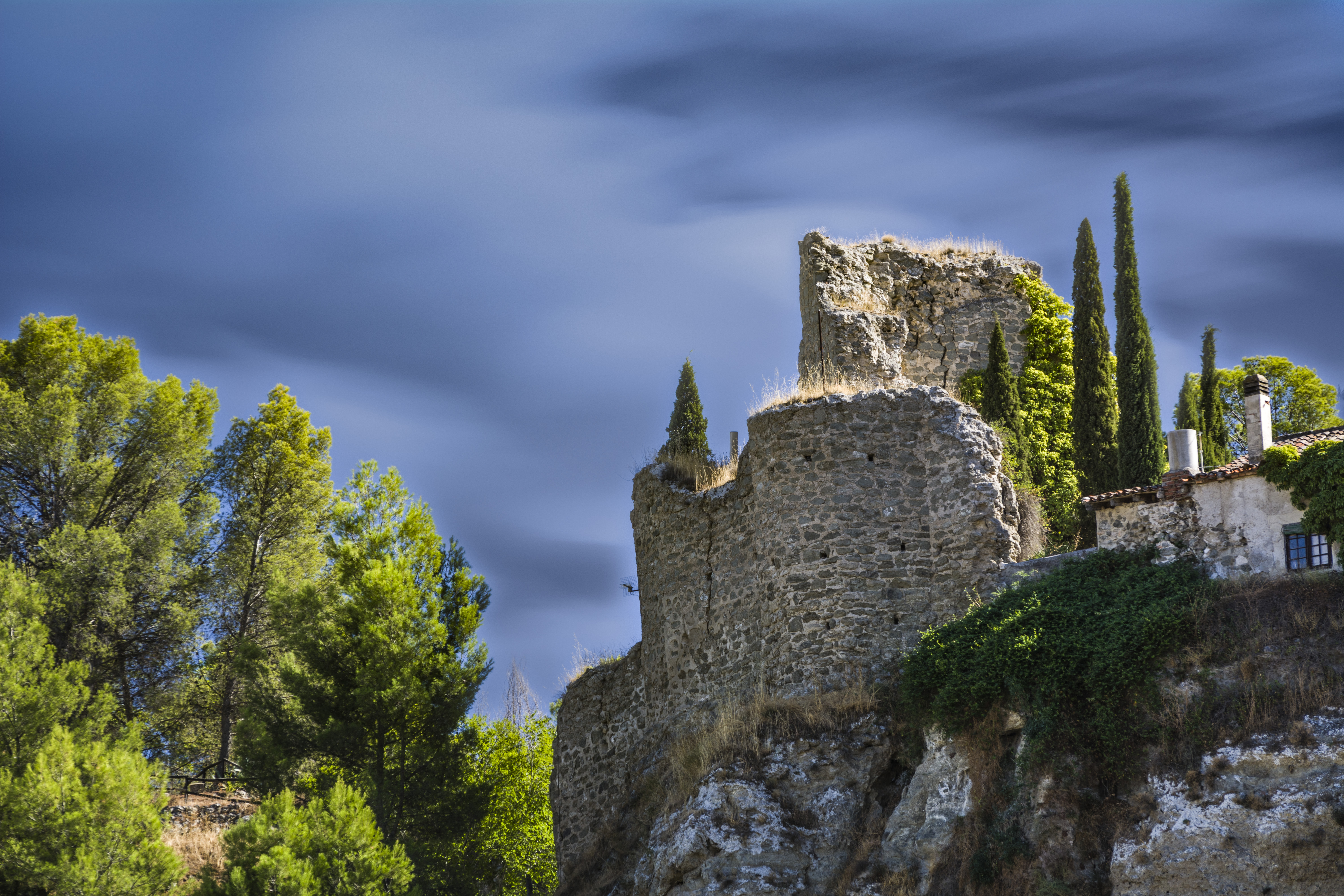
Castillo de Casasola

Castillo en ruinas del siglo XV de planta triangular próximo al río Tajuña. Cuenta con un puente de piedra y varios torreones. Fue alojamiento de políticos y militares favorables a Alfonso XII de España. Es de estilo gótico y hoy en día es propiedad privada.

## Cultura
La ciudad de Chinchón, además de los atractivos histórico-artísticos ya expuestos, mantiene vivas sus tradiciones y ofrece al visitante un buen número de fiestas populares.
En carnavales se lleva realizando desde hace ya más de 15 años un mercado medieval, con los típicos puestos, juglares, talleres y actuaciones. Tiene una gran aceptación en toda la región.

También en la localidad se organiza un encuentro de teatro que lleva como nombre Certamen Nacional de Teatro José Sacristán, debido a que este genial actor es de esta localidad y  hace gala de ello en cualquier ocasión. El festival está abierto para grupos nacionales de teatro amateur y cuenta ya con gran prestigio.

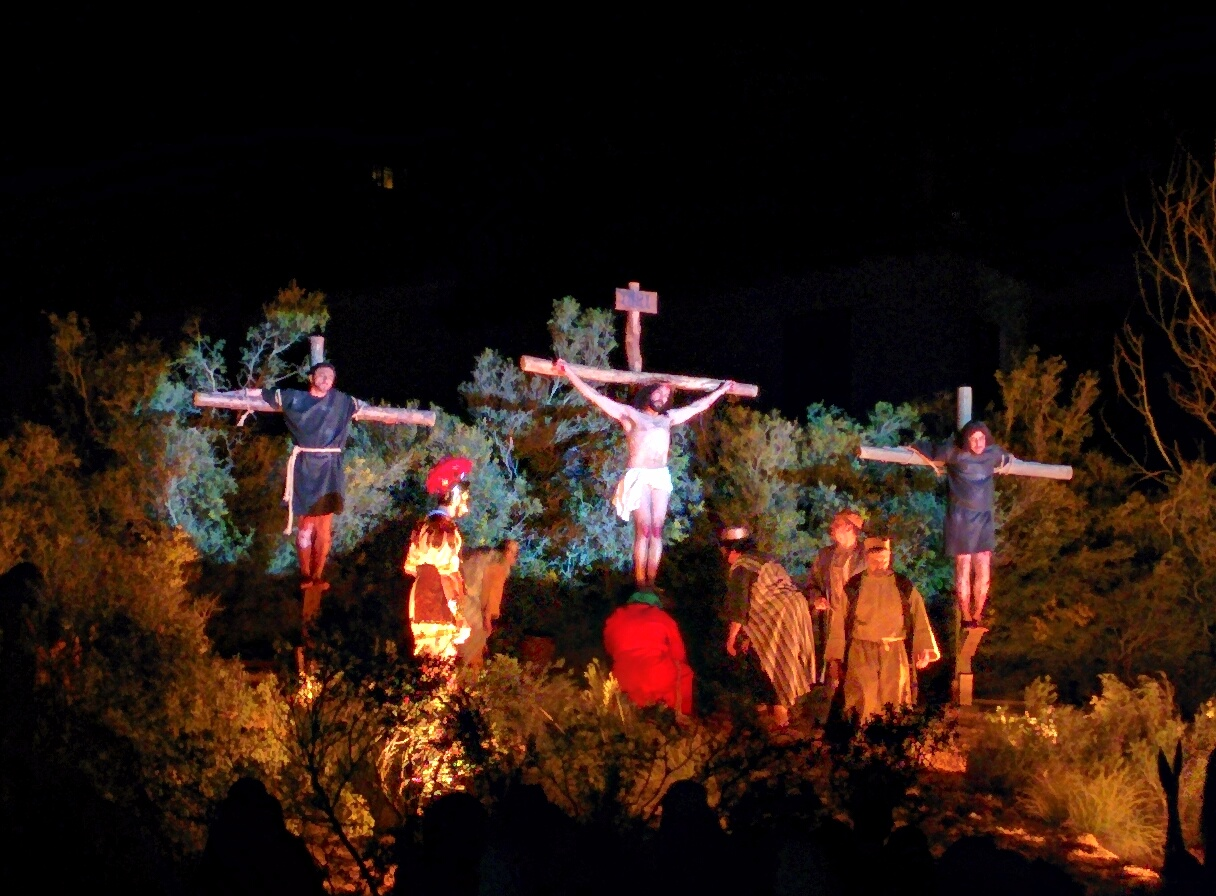
Pasión de Chinchón 2016.

En Semana Santa más de 240 vecinos intervienen en La Pasión el Sábado Santo; esta representación, que comenzó siendo sencilla, se ha convertido en una de las manifestaciones más seguidas de cuantas se celebran en la ciudad. El 25 de julio, Santiago Apóstol, se celebra el primer encierro del año, que culmina con una novillada que abre paso a la temporada taurina. Las fiestas patronales, en honor a Nuestra Señora de Gracia y San Roque, tienen lugar del 12 al 18 de agosto. Son una cita obligada para conocer todas las caras de Chinchón: toros, actuaciones, verbena, encierros, competiciones deportivas, actos religiosos, baile y exposiciones. En octubre, se celebra desde 1923 un Festival Benéfico Taurino.

## Gastronomía

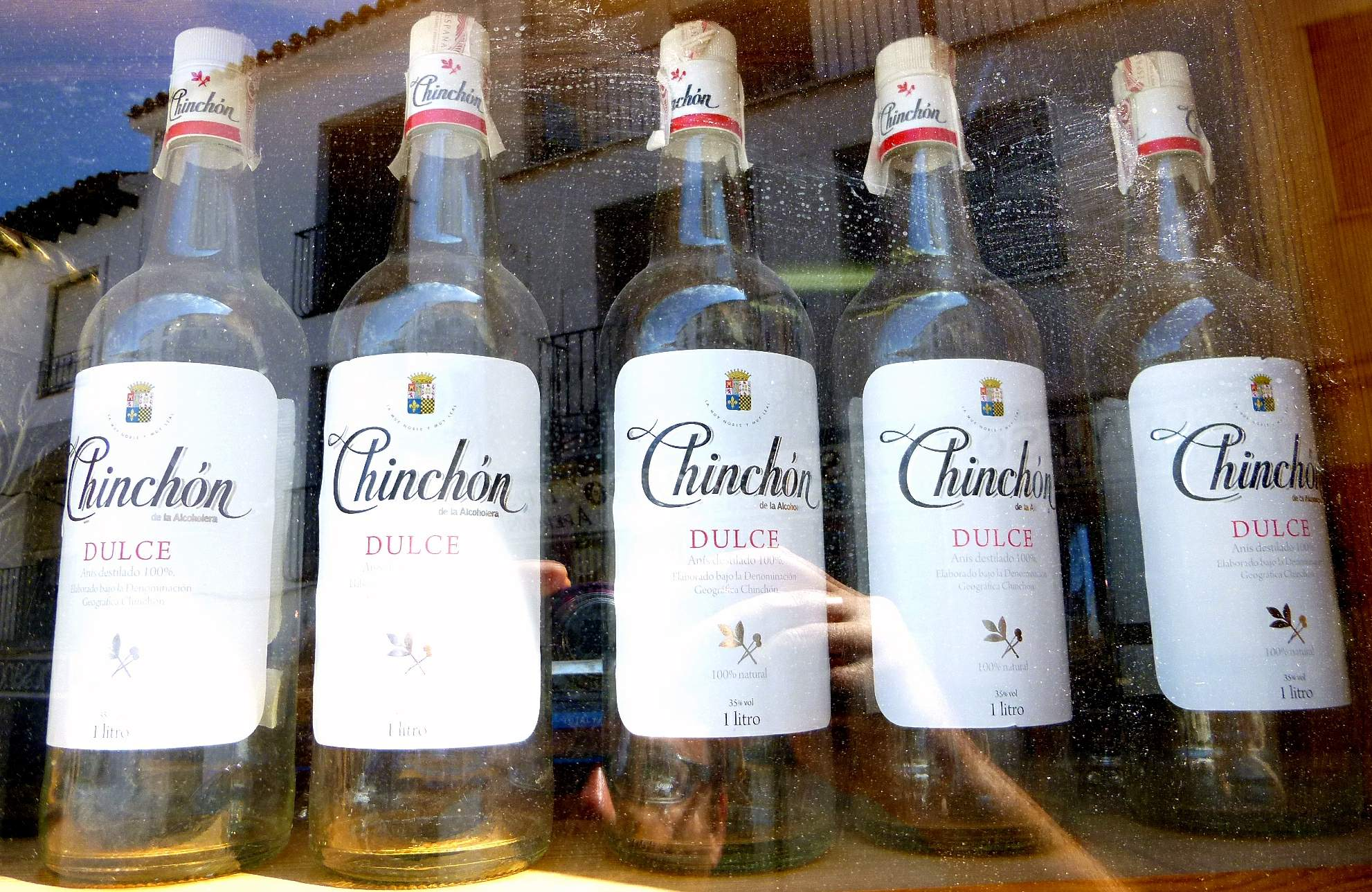
Botellas del célebre anís de Chinchón.

En esta localidad es famoso el chinchón, una bebida alcohólica anisada con denominación de origen. Aquí es producida y embotellada.

## Hermanamientos
- Châteauneuf (Francia)